# 茜蒂·諾巴雅橋
茜蒂·諾巴雅橋（印尼語：Jembatan Sitti Nurbaya）是位於印尼西蘇門答臘省巴東市的一座橋樑，橫跨亞勞溪，全長156公尺，寬8公尺，銜接西巴東區與南巴東區，於2002年年中完工通車。

## 歷史
1995年，進行西巴東區與南巴東區間的跨溪公路橋興建工程，總經費約印尼盾198億，預應力混凝土箱樑橋型橋體，橋名取自當地傳說中的一個女孩叫「茜蒂·諾巴雅」（Sitti Nurbaya或Siti Nurbaya）。
1. ↑  , Google地圖客戶編號 4794162018449409822, Wikidata Q12013